# Ovid Densușianu (fiul)
Ovid-Aron Densușianu (n. 22 martie 1904, București, România – d. 19 ianuarie 1985, București, România) a fost un scriitor român.

## Biografie
A fost fiul lui Ovid Densușianu și al Elenei Bacaloglu. Este autorul romanelor Stăpânul, Furtuna, Amurguri pe culmi. Aceste romane sunt uneori, în mod greșit, atribuite tatălui său, Ovid Densușianu.

## Opere literare
- Amurguri pe culmi. București, Ed. Cugetarea, 1940; 1947
- Stăpânul. București, Ed. Cugetarea, [s.a.]
- Ceața. București, Ed. Cugetarea, 1943
- Furtuna. București, Ed. Cugetarea - Georgescu Delafras, 1943

### Traduceri
- Benito Mussolini, O viață. București, Cugetarea [s.a.]